# Maria Cunțan
Maria Cunțan (n. 7 februarie 1862, Sibiu - d. 23 noiembrie 1935, București) a fost o poetă din România, care a folosit uneori pseudonimele Liliac și Rim.

## Viața
Tatăl ei, Dumitru (1837-1910), era preot și compozitor de muzică bisericească. A avut două surori, Elena și Alexandrina. 
Școala primară o urmează la secția română.
Debutează în 1891 în revista Tribuna. În același an publică proză în revista „Foaia ilustrată”.
Organizează acasă seri literare și muzicale la care participă și Ilarie Chendi, care era încă student pe atunci, dar care ulterior o va ajuta să colaboreze la ziarele și revistele vremii.
Între 1895-1900 publică în revistele „Vatra”, „Famila”, „Dochia”, „Revista ilustrată”, „Telegraful român”, „Tribuna”, „Tribuna poporului” etc.
În 1901 începe să colaboreze și la revistele „Convorbiri literare” și „Semănătorul”.
În 1905 obține premiul revistei „Luceafărul” pentru poezia „Asfințit”.
Este activă în „Societatea scriitorilor români”.
Este apreciată de Titu Maiorescu, Radu Gyr, Garabet Ibrăileanu etc.
În 1915 se mută la București, unde locuiește la Azilul Domnița Bălașa.
Se stinge din viață pe data de 23 noiembrie 1935 la Sanatoriul Filaret.

## Scrieri proprii
- Poesii, Ed. Cartea Românească, București, 18..?
- Obolul seracului la Monumentul Marelui Andreiu, Tiparul Tipografiei Arhidiecesane, 1898
- Poesii, Ed. Minerva, Orăștie, 1901
- Poezii, Ed. Minerva, București, 1905
- Din caierul vremii (două volume), Ed. Minerva, București, 1916
- Rugăciunea unui copil. Crăciun, Ed. Compania, București, 2006

## Traduceri
- Enrico Golisciani, Secretul Susanei, Tiparul Tipografiei Arhidiecesane, Sibiu
- Friedrich Schiller, Fecioara din Orleans, Editura Wilhelm Krafft, Sibiu, 1909